# Leopold Carl Müller

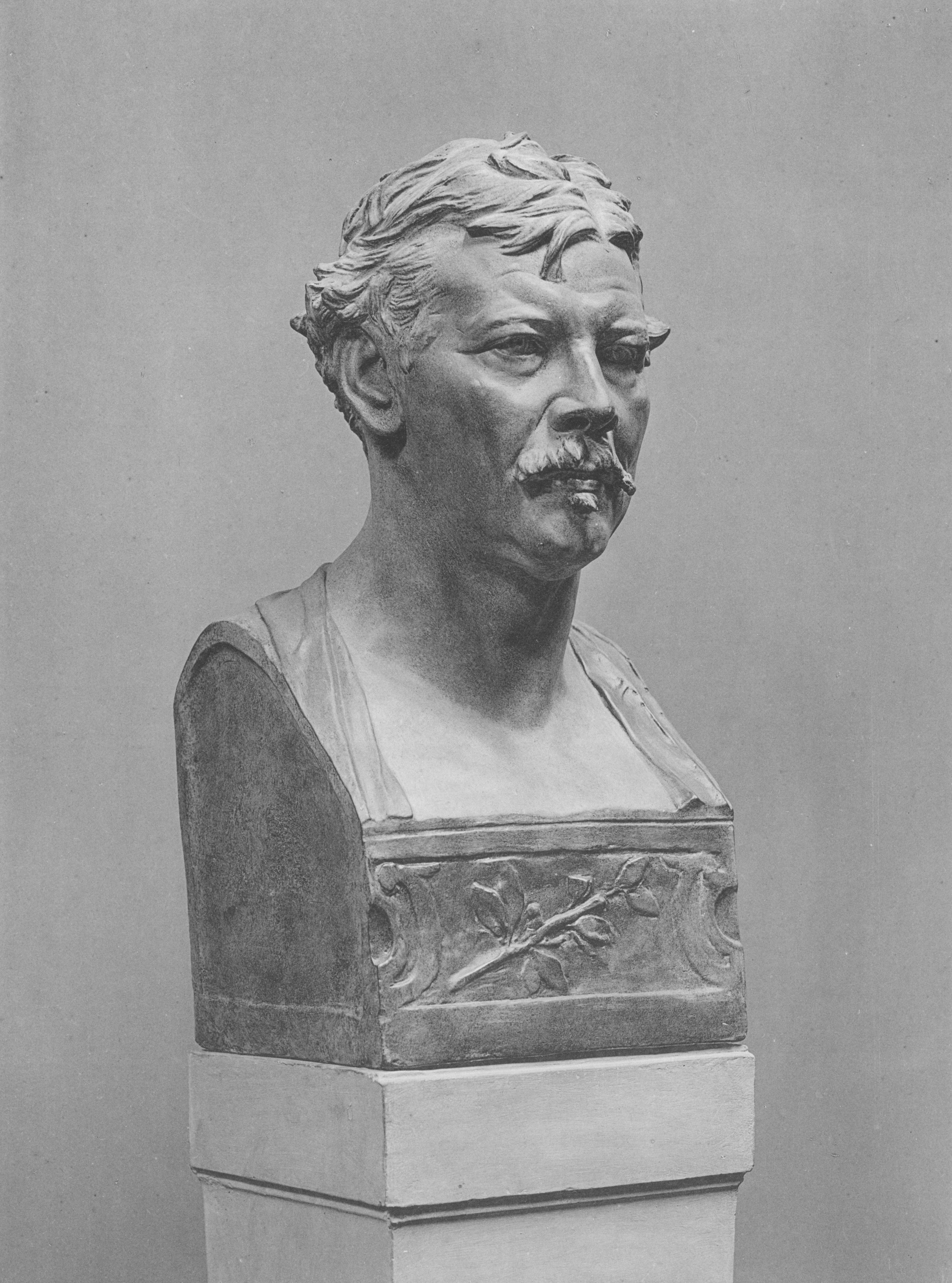
Büste von Victor Tilgner

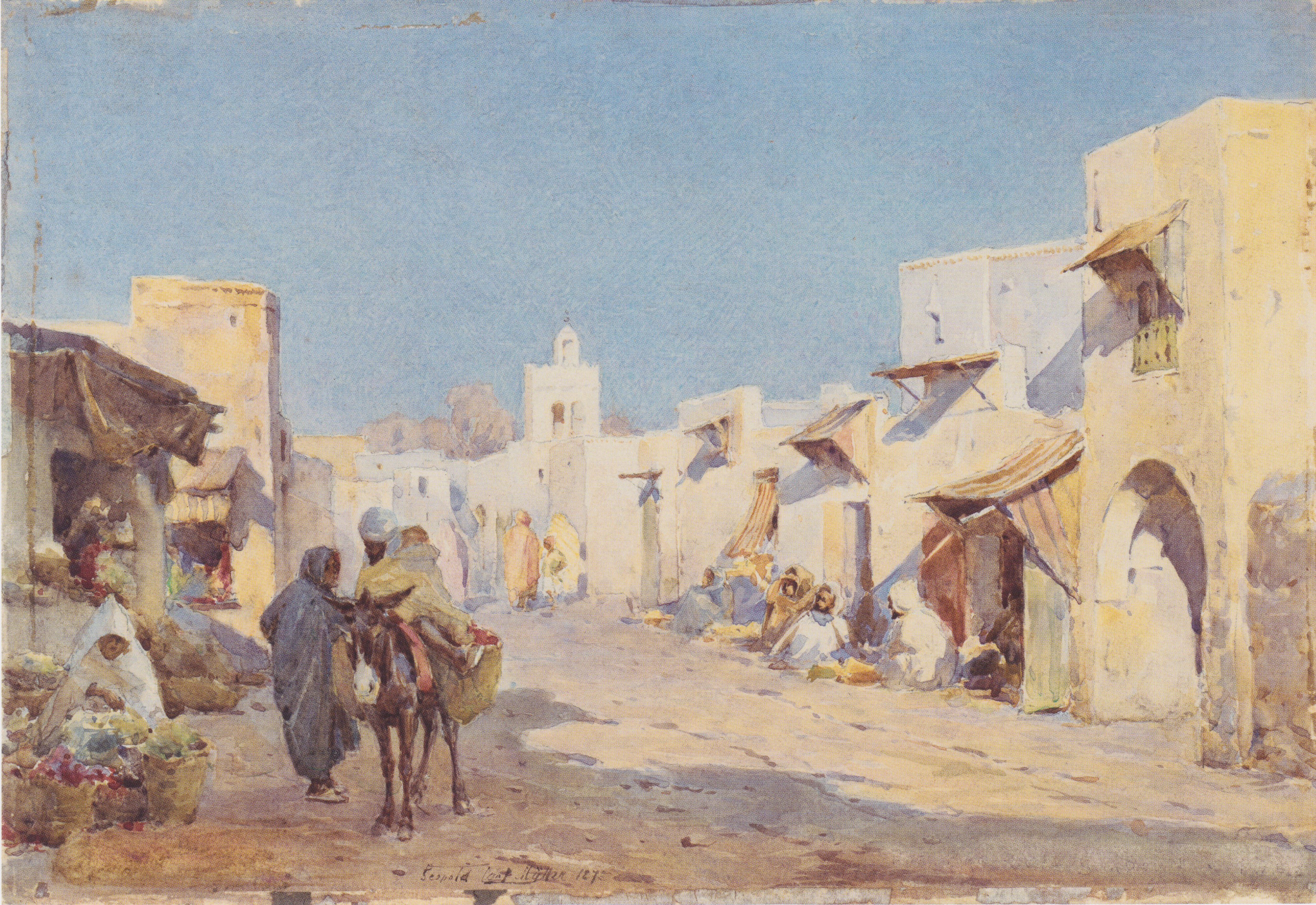
Beduinendorf, 1887, Aquarell auf Papier, kaschiert auf Karton, 18 x 26,4 cm

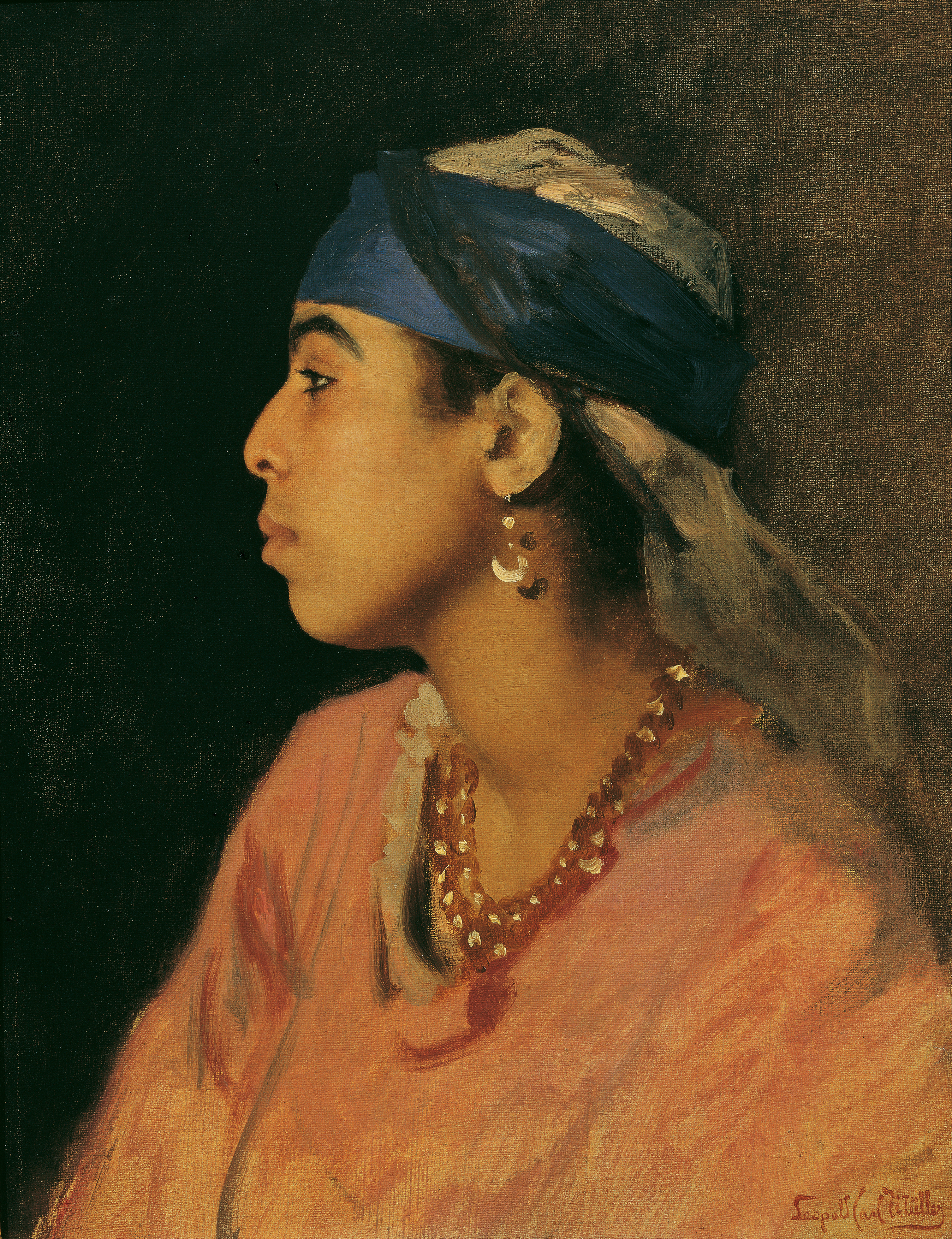
Ägyptische Sängerin, undatiert, Belvedere, Wien

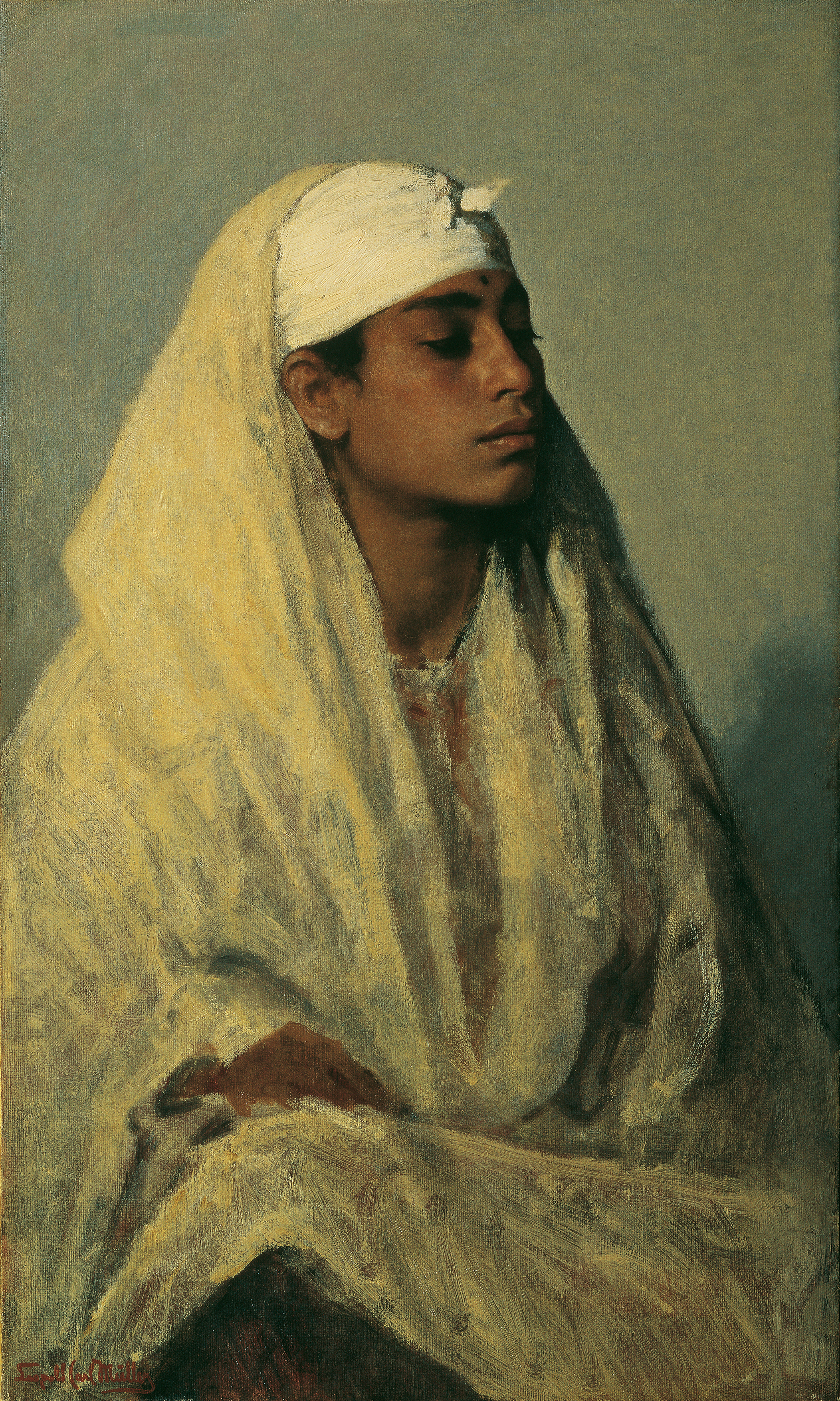
Ein Sphinxgesicht von heute, undatiert, Belvedere, Wien

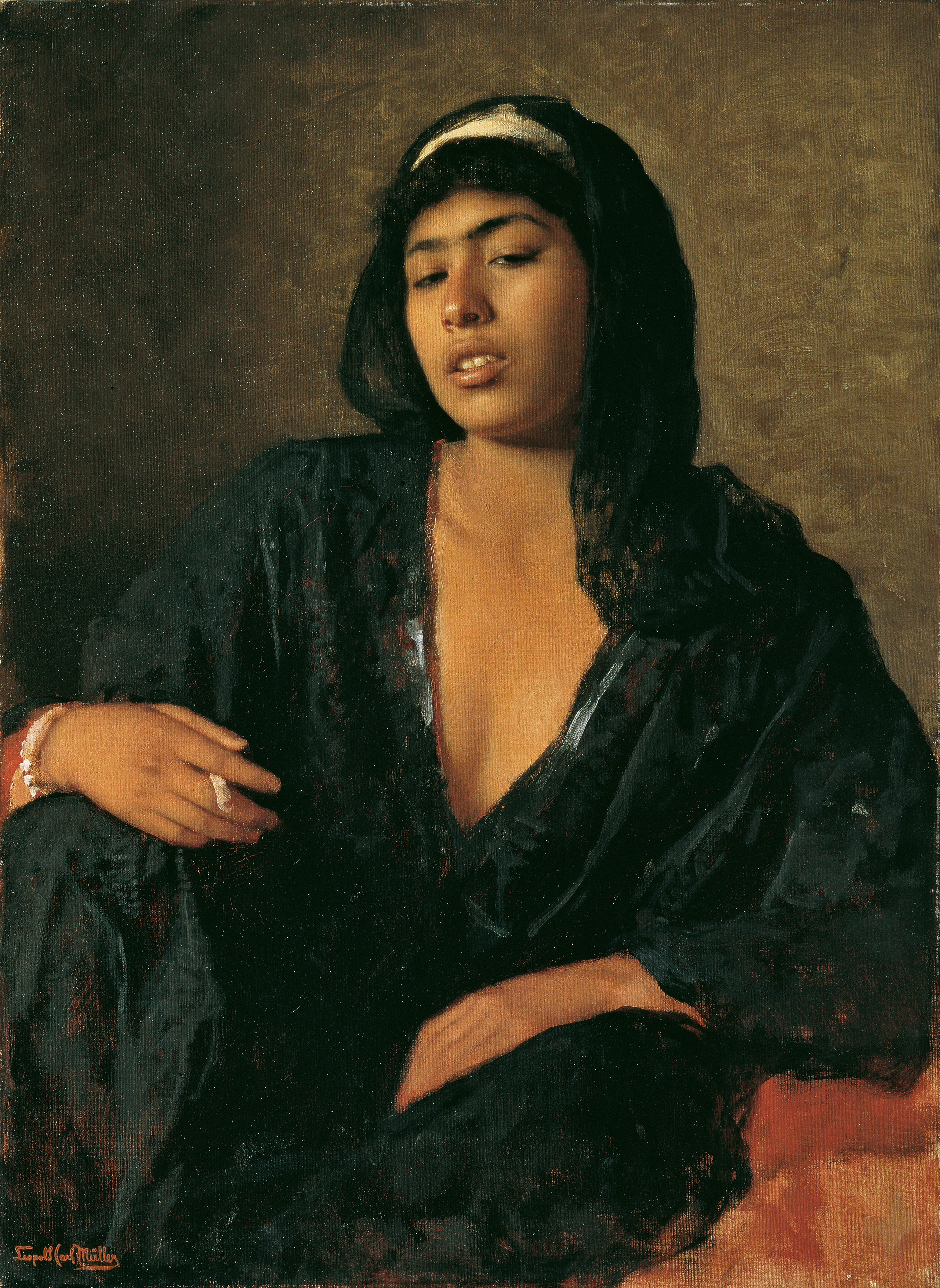
Nefusa, undatiert, Belvedere, Wien

Leopold Carl Müller, genannt Ägypten-Müller, auch Orient-Müller (* 9. Dezember 1834 in Dresden; † 4. August 1892 in Weidlingau, heute Wien), war ein österreichischer Maler und Zeichner. Er war der bedeutendste österreichische Orientmaler.

## Leben
Müller, dessen Vater Leopold (1807–1862) Lithograph in Wien war, erhielt seine Ausbildung an der dortigen Kunstakademie. Zu seinen Lehrern gehörten die Maler Karl von Blaas und Christian Ruben. Seine Werke stellten vor allem Landschaften dar, hierzu bereiste er u. a. Ungarn (1861–62) und Italien (1857, 1870–72 Venedig, 1872–73 Sizilien), wo er in Venedig mit seinem Malerfreund August von Pettenkofen ein gemeinsames Atelier besaß. 1862–67 war er als Zeichner bei der Zeitschrift Figaro tätig. In Paris begann er sich, angeregt durch das Werk von Eugène Fromentin für das orientalische Genre zu interessieren.
Seit 1873 weilte Müller häufig in Ägypten. Vom Farbenzauber und dem ganz und gar Andersartigen des Orients gefangen, schuf Müller vor allem Darstellungen aus dem Volksleben, aber auch lichtdurchflutete Landschaftsstudien und Stadtansichten. Bis 1886 folgten weitere acht mehrmonatige Reisen, davon einige mit Hans Makart in das Land. Die Eindrücke verarbeitete er in seinen Werken, die seit dieser Zeit zu Darstellungen des orientalischen Lebens und der Landschaft wurden.
Den Winter 1875 auf 1876 verbrachte er mit Carl Rudolf Huber, Franz Lenbach und Hans Makart in Kairo, wo ihnen der Vizekönig ein Atelier zur Verfügung gestellt hatte. Hier lernte er Albert Edward, Prince of Wales kennen. Diese Bekanntschaft führte dazu, dass Müllers Bilder auch – und ganz besonders – in England bekannt und geschätzt wurden. Für Georg Ebers umfangreiches Werk „Ägypten“ arbeitete er als Illustrator. Während seiner Zeit als Professor an der Wiener Akademie – seit 1878 – unternahm Müller weiterhin Reisen nach Ägypten. Einer seiner Schüler war sein Neffe Rudolf Swoboda. 1890/91 war Müller Rektor der Akademie. Sein wohl bekanntestes Werk ist der Markt in Kairo von 1878, das jetzt in der Österreichischen Galerie Belvedere im Oberen Belvedere in Wien ausgestellt ist. 
1893 erhielt Leopold Carl Müller gemeinsam mit August von Pettenkofen ein Ehrengrab auf dem Wiener Zentralfriedhof (Gruppe 14 A, Nummer 29), das von Viktor Tilgner gestaltet wurde. 1894 wurde die Leopold-Müller-Gasse in Wien ihm zu Ehren benannt, allerdings 1955 in Stoesslgasse umbenannt.
Die beiden Porträtmalerinnen Marie Müller (* 10. Juli 1847 in Wien; † 21. März 1935 in Wien) und Bertha Mathilde Müller (* 28. Oktober 1848 in Wien; † 26. Jänner 1937 in Wien) waren seine Schwestern. Seine Schwester Josefine († 2. November 1906 in Wien) war die Frau des Porträtmalers Eduard Swoboda.

## Werke
- Figurenstudie einer gefäßtragenden Araberin (Wien Museum), Öl auf Leinwand, 33,5 × 25 cm
- Ägyptische Sängerin (Wien, Österreichische Galerie, Inv. Nr. 241), Öl auf Leinwand, 41 × 36 cm
- Ein Sphinxgesicht von heute (Wien, Österreichische Galerie, Inv. Nr. 242), Öl auf Leinwand, 66,3 × 40 cm
- Nefusa (Wien, Österreichische Galerie, Inv. Nr. 3215), Öl auf Leinwand, 80 × 60 cm
- Die Karawane (Graz, Neue Galerie), 1876, Öl auf Leinwand, 71 × 121 cm
- Der Markt von Kairo (Wien, Österreichische Galerie, Inv. Nr. Lg 353), 1878, Öl auf Leinwand, 136 × 216,5 cm
- Kamelmarkt in Kairo (Linz, Oberösterreichisches Landesmuseum), 1889, Öl auf Leinwand, 74,5 × 121,5 cm
- Nubier mit gelbem Turban, Öl auf Leinwand, 85 × 70,5 cm
- Altarbild St. Elisabeth (die Kirche St. Wenzel im Gestüt Kladrub nad Labem), 1859, Öl auf Leinwand, 384 × 170 cm